# Tom Derache
Tom Derache (* 29. Januar 1999 in Lille) ist ein französischer Bahnradsportler, der in den Kurzzeitdisziplinen startet, und früherer BMX-Fahrer.

## Sportlicher Werdegang
Tom Derache, ein Neffe des verstorbenen Radsportlers Vincent Thorey, begann seine Radsportlaufbahn als BMX-Fahrer. Er wurde zweimal französischer Junioren-Meister in dieser Disziplin. Nach zahlreichen Stürzen und Frakturen des Handgelenks entschied er sich letztlich, in den Bahnradsport zu wechseln. 2017 belegte er bei den französischen Junioren-Meisterschaften Platz zwei im Sprint.
Im Juli 2021 gewann Derache den Keirin-Wettbewerb beim Lauf des Nations’ Cup in Sankt Petersburg. Wenige Wochen später wurde er jeweils in Sprint und Keirin französischer Meister. Bei den U23-Europameisterschaften in Apeldoorn errang er Silber im Sprint und Bronze im Keirin und bei den Europameisterschaften der Elite in Grenchen Silber im Keirin.

## Erfolge
2021
- Nations’ Cup in Sankt Petersburg – Keirin
- U23-Europameisterschaft – Sprint
- U23-Europameisterschaft – Keirin
- Europameisterschaft – Keirin
- Französischer Meister – Sprint, Keirin

2024
- Französischer Meister – Keirin, 1000-Meter-Zeitfahren

2025
- Europameisterschaft – Keirin